# Оланта (Південна Кароліна)
Оланта (англ. Olanta) — місто (англ. town) в США, в окрузі Флоренс штату Південна Кароліна. Населення — 550 осіб (2020).

## Географія
Оланта розташована за координатами 33°56′10″ пн. ш. 79°55′54″ зх. д. / 33.93611° пн. ш. 79.93167° зх. д. (33.936183, -79.931789).  За даними Бюро перепису населення США в 2010 році місто мало площу 2,59 км², з яких 2,58 км² — суходіл та 0,01 км² — водойми.

## Демографія
Згідно з переписом 2010 року, у місті мешкали 563 особи в 224 домогосподарствах у складі 156 родин. Густота населення становила 218 осіб/км².  Було 281 помешкання (109/км²).
Расовий склад населення:
| - 58,4 % — білих - 37,8 % — чорних або афроамериканців - 0,4 % — азіатів - 1,6 % — осіб інших рас |

До двох чи більше рас належало 1,8 %. Частка іспаномовних становила 2,1 % від усіх жителів.
За віковим діапазоном населення розподілялося таким чином: 24,2 % — особи молодші 18 років, 54,5 % — особи у віці 18—64 років, 21,3 % — особи у віці 65 років та старші. Медіана віку мешканця становила 42,7 року. На 100 осіб жіночої статі у місті припадало 78,2 чоловіків;  на 100 жінок у віці від 18 років та старших — 75,0 чоловіків також старших 18 років.
Середній дохід на одне домашнє господарство  становив 39 084 долари США (медіана — 30 729), а середній дохід на одну сім'ю — 43 662 долари (медіана — 24 732). Медіана доходів становила 34 125 доларів для чоловіків та 40 833 долари для жінок. За межею бідності перебувало 32,7 % осіб, у тому числі 45,7 % дітей у віці до 18 років та 12,9 % осіб у віці 65 років та старших.
Цивільне працевлаштоване населення становило 146 осіб. Основні галузі зайнятості: роздрібна торгівля — 20,5 %, освіта, охорона здоров'я та соціальна допомога — 19,9 %, транспорт — 8,9 %, мистецтво, розваги та відпочинок — 7,5 %.